# 김미숙 (방송인)
김미숙(한국 한자: 金美淑, 1964년 7월 ~ )은 대한민국의 前 소프라노 성악가, 방송인이며, 방송인 왕종근의 아내이다.

## 방송 출연
- SBS 《좋은 아침》 - 패널
- KBS1 《아침마당》 - 패널
- KBS1 《가족오락관》 - 패널
- KBS2 《생방송 굿모닝 대한민국》 - 게스트
- KBS2 《여유만만》 - 패널
- KBS2 《남자의 자격》 - 남격 패밀리 합창단 참가자[1]
- KBS2 《TV는 사랑을 싣고》 - 패널
- MBC 《기분 좋은 날》 - 패널
- JTBC 《건강한 발견 배우자》 - 패널
- JTBC 《똥강아지네》 - 패널
- JTBC 《유자식 상팔자》 - 패널
- TV조선 《퍼펙트 라이프》 - 게스트
- TV조선 《알콩달콩》 - 게스트
- TV조선 《팡팡터지는 정보쇼 알맹이》 - 게스트
- TV조선 《건강한 집》 - 게스트
- MBN 《속풀이쇼 동치미》 - 패널
- MBN 《한 번 더 체크타임》 - 게스트
- MBN 《알약방》
- 채널A 《웰컴 투 시월드》 - 패널